# Dokumentarni film
Dokumentarni film ili dokumentarac je filmski rod koji se bavi stvarnim događajima. Za razliku od igranih filmova u dokumentarcima najčešće ne nastupaju plaćeni glumci.
Postoji širok raspon različitih vrsta dokumentarnih filmova, koji se proteže od pokušaja stvaranja čiste dokumentaže doku-sapunice do doku-drame.
Ponekad se i ugrađuju prizori u kojima glume glumci.
Najpoznatiji svjetski festivali dokumentarnog filma su IDFA u Amsterdamu, DOK u Leipzigu i Hot Docs u Torontu. 
Ondje se dodjeljuju najznačajnije nagrade pored američkog Oscara za najbolji dokumentarni film. Hrvatski festivali dokumentarnog filma su ZagrebDox, DORF u Vinkovcima i DOKUart u Bjelovaru. Dokumentarni film, filmski rod; naziv je prvi upotrijebio (1926) britanski redatelj J. Grierson – polazeći od francuskoga naziva documentaire, kako su se nazivali putopisni filmovi. Pojam se odnosi na skupinu vrlo brojnih i tematski, stilski i namjenom raznolikih filmova koje, najopćenitije, karakterizira prikazivanje zbiljskih osoba i događanja, težnja da se stvori »dokument«, činjenično što istinitiji prikaz prirodnih, životnih, društvenih sadržaja; zato, u načelu, tu tendenciju odlikuje isključivanje fikcijskih sastavnica. S obzirom na sadržaje, najpoznatije su vrste dokumentarnog filma putopisni, antropološki, obiteljski, prirodnoznanstveni, arhivski, kompilacijski i reportažni film te filmske novosti (»zuzumali«), a granično područje roda predstavljaju obrazovni (nastavni, popularnoznanstveni, znanstveni i instruktivni) i promidžbeni (npr. »reklamni«) filmovi. Kada dokumentarni film odlikuju individualnost autorova pristupa, naglašenija subjektivnost – a to često prate impresionističke značajke – takvi se filmovi katkad nazivaju dokumentarnim esejima.
S obzirom na redateljske dokumentarne metode, najučestalije su a) rekonstrukcijska (kada prikazivane osobe obnavljaju radnje i ponašanja karakteristična za njihov život); b) metoda skrivene kamere (snimanje ljudi »kriomice«, bez njihova znanja); c) anketa ili metoda intervjua, razgovora (dijalog s novinarom, redateljem i sl.); d) prateće kamere (dugotrajno praćenje i snimanje osoba) i e) kompilacijska (sastavljanje filma uz pomoć postojećih »dokumenata« – filmova, fotografija, slika i sl.).
Dokumentarni film javlja se već u početcima kinematografije (braća Lumière) kao tzv. činjenični film (registracija nekog događanja), a ta je vrsta vrlo brzo prerasla u reportažni ili putopisni film i zatim u filmske novosti. Nakon I. svjetskog rata pojavili su se i cjelovečernji dokumentarni filmovi, a razvoju žanra najveći poticaj dali su antropološki filmovi R. J. Flahertyja i socijalnoanalitički filmovi D. Vertova. S pojavom zvučne tehnologije pojačava se dokumentaristički soc. angažman (npr. u britanskom dokumentarističkom pokretu 1930-ih, zatim u francuskoj struji film istina – cinéma vérité i kanadskoameričkoj izravni film – direct cinema). Sa širenjem televizije, poslije i elektroničke tehnologije (video), sve očitijim od početka 1970-ih, postupno se smanjuje društvena utjecajnost dokumentarnoga filma, što se odražava na smanjenje broja realiziranih filmova, a i inovativnih pristupa rodu.

## Istinitost i autentičnost
U dokumentarnom filmu gledatelj polazi od autentičnosti snimka. Prisustvo kamere i snimatelja koji opisuju situaciju je za gledatelja uglavnom vidljiva. 